# جولیا زیگیوتی اولمه
جولیا زیگیوتی اولمه (انگلیسی: Julia Zigiotti Olme؛ زادهٔ ۲۴ دسامبر ۱۹۹۷) بازیکن فوتبال اهل سوئد است.
وی همچنین در تیم‌های ملی فوتبال Sweden women's national under-17 football team, Sweden women's national under-19 football team، و زنان سوئد بازی کرده‌است.